# Musée égyptien de Bonn
Le musée égyptien de Bonn (Ägyptisches Museum Bonn) est un musée archéologique d'antiquités de l'Égypte antique situé à Bonn, en Allemagne. Il présente une sélection de la plus importante collection d'objets originaux de l'Égypte antique en Rhénanie-du-Nord-Westphalie.
Le musée égyptien de Bonn a été fondé en 2001. La collection remonte au XIXe siècle et faisait autrefois partie de l'Akademisches Kunstmuseum. De grandes parties de la collection ont été détruites pendant la Seconde Guerre mondiale. Aujourd'hui, la collection comprend environ 3 000 objets.
Le musée fait partie de l'université de Bonn. Des événements spéciaux et des excursions pour enfants sont régulièrement organisés au musée.